# Sint-Jacobskapel (Lier)
De Sint-Jacobskapel is een kapel gelegen op de Grote Markt van de stad Lier, in de Belgische provincie Antwerpen. Deze gotische kapel werd door het stadsbestuur in 1383 gebouwd en toegewijd aan Jacobus de Meerdere. Ze werd in 1479 door brand geteisterd en kort nadien hersteld. Tijdens de moeilijke jaren van de beeldenstorm in de 16de eeuw werd de kapel geteisterd door gruweldaden en diende ze nadien terug ingewijd te worden. 
In 1636 worden de Jezuïeten officieel aalmoezenier van de Spaanse troepen in Lier tijdens de Spaanse Tijd (1494 - 1714). In totaal waren 38 Spaanse gouverneurs tussen 1560 en 1712 actief in Lier. Doordat de kapel gebruikt werd als parochiekerk voor de Spaanse troepen sprak men in Lier al snel van de Spaanse kapel. Een bijnaam die nog altijd gebruikt wordt. In de kerk hangen nog verschillende Spaanse wapenschilden
Tijdens de Eerste Wereldoorlog werd de kapel in brand gestoken door de Duitsers, maar na de Eerste Wereldoorlog werd ze haast volledig herbouwd door de Lierse aannemer Florent D’Hulst naar plannen van de Leuvense architect Frans Vandendael. De restauratie werd echter beïnvloed door kanunnik Lemaire. Ze is sinds 1939 beschermd.
De kapel ligt op de bedevaartsroute naar Compostella.

## Fotogalerij

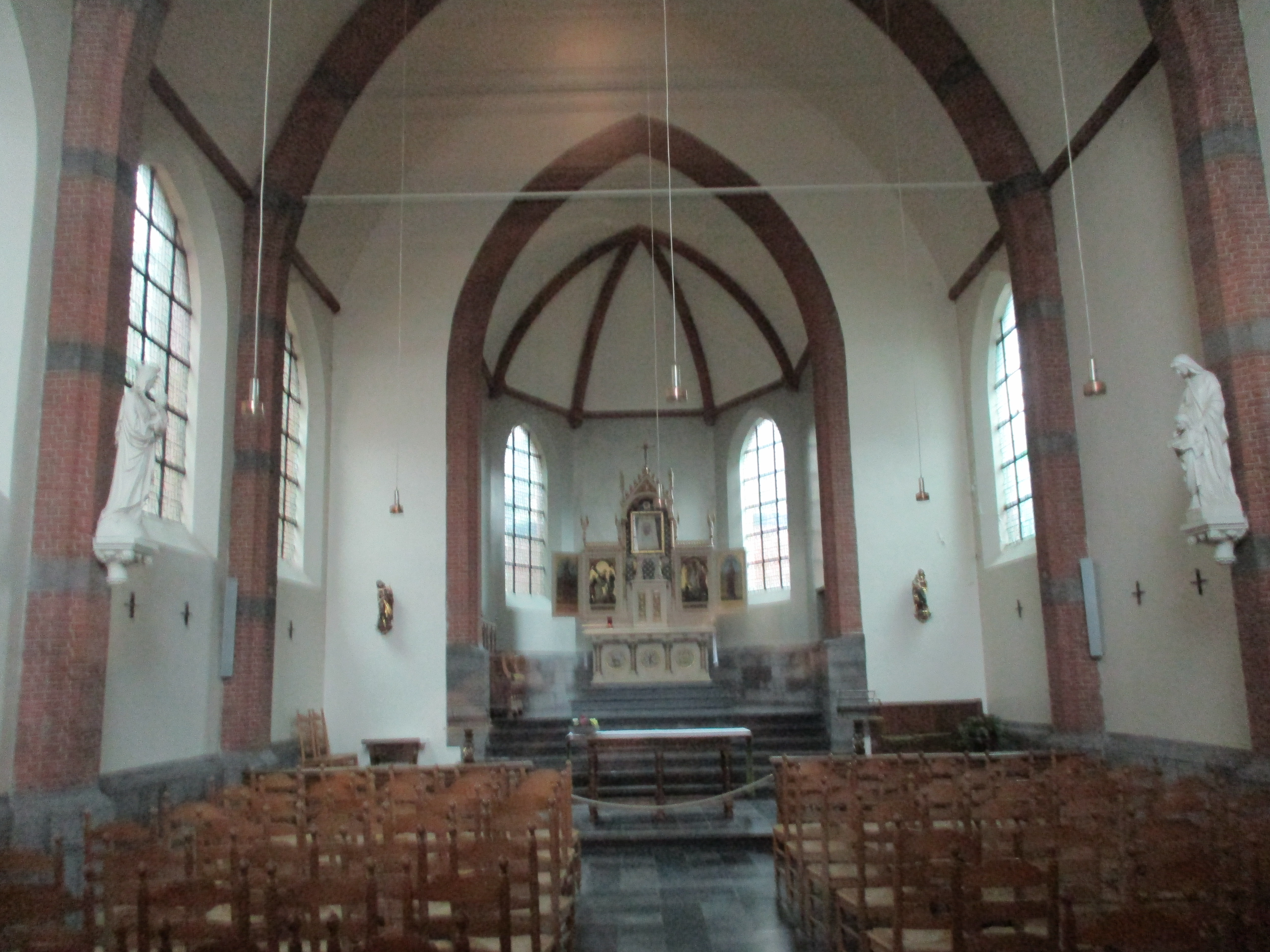
Interieur Sint-Jacobskapel
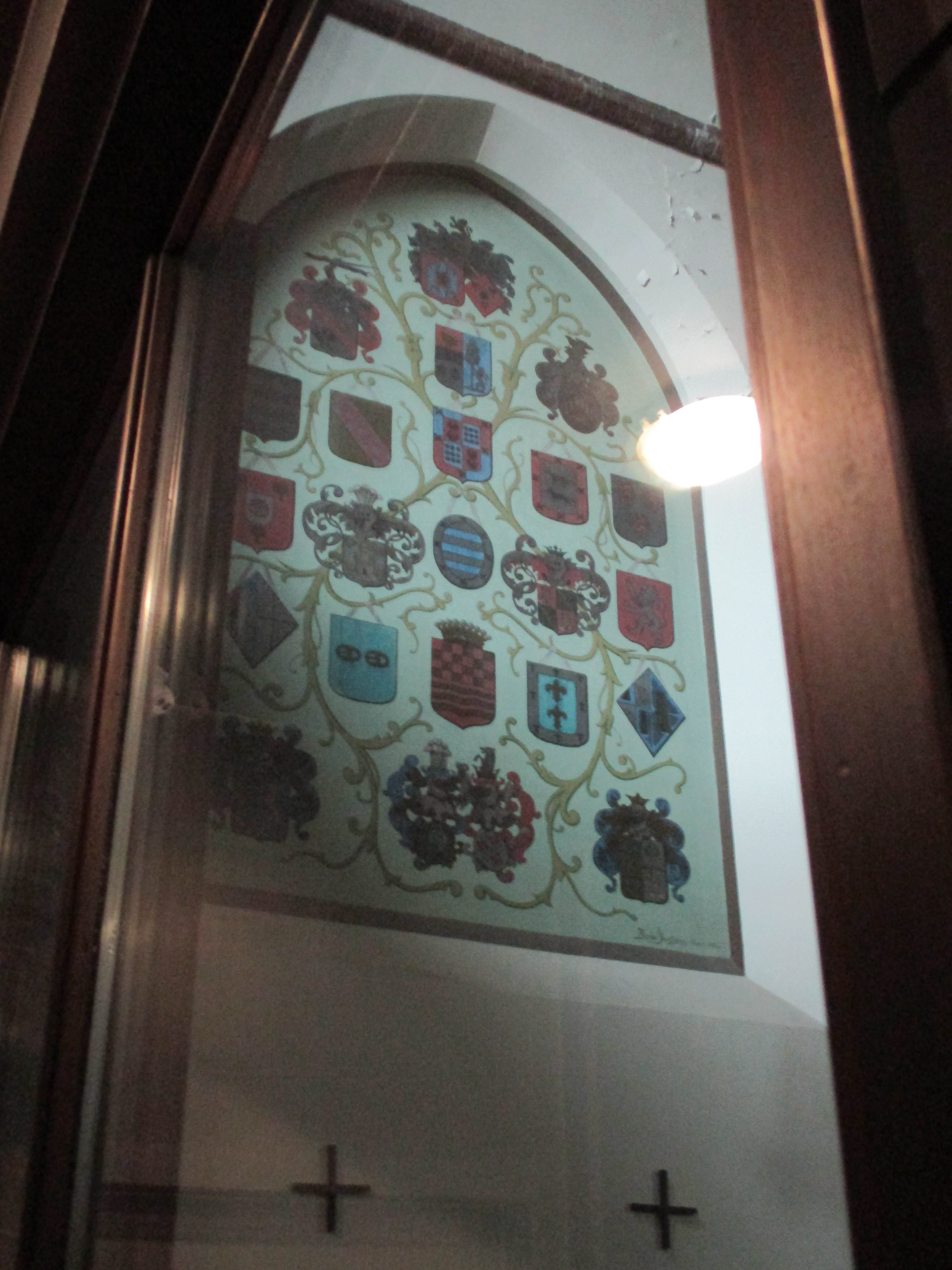
Spaanse wapenschilden in de Sint-Jacobskapel te Lier